# Live! (Vinnie Moore)
Live! è l'unico album live del chitarrista statunitense Vinnie Moore, pubblicato nel 2000, sotto contratto con la Shrapnel Records.
È stato inciso in California, durante il tour intrapreso assieme alla band di Michael Schenker. Per la registrazione sono state scelte le migliori canzoni suonate nelle serate del 5 e 6 maggio 1999 a Palo Alto, rispettivamente la quarta e la quinta data del tour.

## Tracce
1. The Thinking Machine – 3:58
2. The Maze – 6:37
3. Cryptic Dreams – 4:47
4. Meltdown – 3:37
5. Never Been to Barcelona – 4:32
6. She's Only Sleeping – 3:31
7. VinMan's Brew – 6:34
8. Check it Out! – 5:14
9. Rain – 4:24
10. Daydream – 2:52
11. Watching from the Light – 4:32
12. With the Flow – 4:22

## Formazione
- Vinnie Moore – chitarra, produzione
- Wayne Findlay – tastiere, chitarra ritmica
- Shane Gaalaas – batteria
- Barry Sparks – basso